# Andreas Gläser

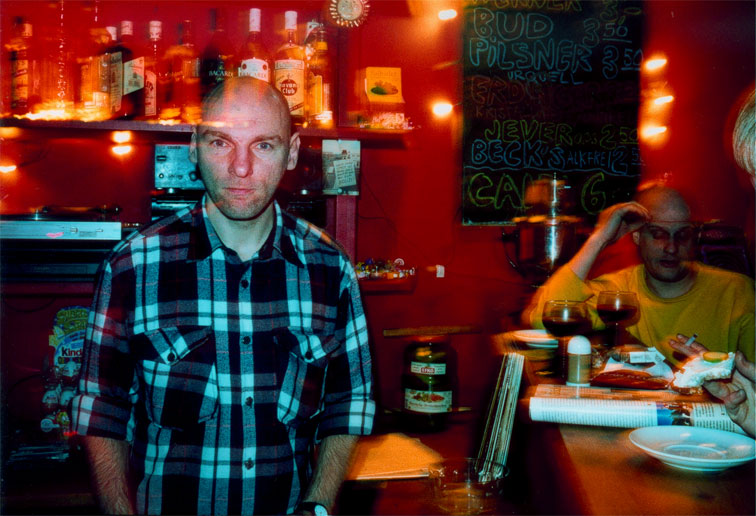
Andreas Gläser (2001) im Café Freudenhaus

Andreas Gläser (* 1965 in Berlin-Prenzlauer Berg) ist Autor und Gründer der Lesebühne Chaussee der Enthusiasten.

## Leben
Er hat die 10. Klasse der POS und die Tiefbaulehre bestanden. Er arbeitete als Tiefbauer, Brandschutzmonteur und Lüftungsbauer. Zum Schreiben kam Gläser über den Fußball und veröffentlichte in diversen Fußball-Fanzines.
Seit 1998 beteiligt er sich regelmäßig an den Lesungen der Reformbühne Heim & Welt und den Surfpoeten. Gläser war 1999 Mitbegründer der Lesebühne Chaussee der Enthusiasten sowie der Zeitschrift Brillenschlange.
Seit er 2001 drei Texte in Wladimir Kaminers Anthologie Frische Goldjungs veröffentlichte, ist er einem größeren Publikum bekannt.
2002 erschien sein Debüt Der BFC war schuld am Mauerbau und 2003 folgte sein Hörbuch Zonenschläger.
In seinem 2006 erschienenen Buch DJ Baufresse hat er sich die Lebenswelt der Bauarbeiter vorgenommen, nach und vor der Wende in der DDR.
Seine kurzen, pointierten Geschichten finden sich in zahlreichen Anthologien, Zeitungen und Zeitschriften.

## Leistungen
- 1999: Gründer der Lesebühne Chaussee der Enthusiasten zusammen mit Dan Richter, Jochen Schmidt, Robert Naumann, Andreas Rüttenauer.

## Zitate
„Immer wieder wurde versucht, eine proletarische Prosa zu erfinden. Die Theoretiker wurden erschossen, die Praktiker verheizt. Jetzt, wo es die daran Beteiligten nicht mehr gibt, ist es endlich einem gelungen: Andreas Gläser steht […] ganz allein auf dem Schlachtfeld der Literatur - im Kampf gegen das Spießertum.“

## Veröffentlichungen
- Der BFC war schuld am Mauerbau : Ein stolzer Sohn des Proletariats erzählt. Aufbau-Taschenbuch-Verlag, Berlin 2002, ISBN 3-7466-1861-4.
- Zonenschläger [Tonträger]. Mundraub, Frankfurt am Main 2003, ISBN 3-8218-5508-8.
- DJ Baufresse. Kiepenheuer, Berlin 2006, ISBN 3-378-00673-0.
- Andreas Gläser, Jakob Hein (Hrsg.): Pauschal ins Paradies. Voland & Quist, Dresden/Leipzig 2007, ISBN 3-938424-20-6.
- Andreas Gläser (Hrsg.): Bambule Berlin. I.P. Verlag, Berlin 2010, ISBN 978-3-931624-63-7.